# Calvin Nkwe
Calvin "Vino" Marutle Nkwe (ur. 18 lipca 1987 w Jwaneng) – botswański koszykarz, uczestnik Mistrzostw Afryki 2005.
W 2005 roku wziął udział w Mistrzostwach Afryki, gdzie reprezentacja Botswany odpadła już po rundzie eliminacyjnej. Podczas tego turnieju wystąpił w czterech meczach, w których zdobył cztery punkty. Zanotował także dwa przechwyty, siedem zbiórek ofensywnych i osiem zbiórek defensywnych. Ponadto miał na swym koncie także osiem fauli i dziesięć strat. W sumie na parkiecie spędził około 66 minut.